# Serment des enseignants du Massachusetts
Le serment des enseignants du Massachusetts est un serment de loyauté exigé pour pouvoir enseigner dans le Massachusetts de 1935 à 1967.

## Histoire
En réponse au radicalisme politique durant la Grande Dépression, plusieurs États des États-Unis ont adopté une l'égislation exigeant que les enseignants des écoles publiques remettent un serment de loyauté signé, à l'État et/ou aux constitutions fédérales. Ce mouvement, soutenu par l'American Legion et d'autres organisations, s'est renforcé dans le Massachusetts en 1934 et 1935.
En 1935, après des audiences orageuses du président de Harvard, James Bryant Conant, devant le Joint Education Committee de la Cour générale du Massachusetts, l'historien Samuel Eliot Morison et les présidents de plusieurs collèges et universités se sont prononcés contre la législation. La Chambre et le Sénat, dominés par le Parti républicain, ont promulgué la loi sur le serment des enseignants, dont le projet a été présenté par le représentant démocrate de l'État, Thomas Dorgan. Dorgan, connu depuis sous le nom de « Père du serment des enseignants », a résisté à tous les efforts d'abrogation, tant à l'intérieur qu'à l'extérieur.
La législation du Massachusetts était unique en ce qu'elle s'appliquait aux établissements d'enseignement privés ainsi qu'aux établissements publics. Cela a provoqué la démission de deux professeurs de l'Université Tufts, Earle Winslow et Alfred C. Lane (en) en décembre 1935.
Le professeur de géologie de Harvard Kirtley F. Mather (en) a pris fermement position contre le serment, mais sous la pression du président Conant, il a soumis un formulaire de serment signé en décembre 1935. Le professeur de religion d'Harvard, le Quaker Henry Cadbury, a rejeté le serment en juin 1935 pour des raisons de conscience et comme une forme d'activisme social. Il a néanmoins accepté la Hollis Chair of Divinity à Harvard,.
La controverse a également coûté son emploi au State Commissioner of Education Payson Smith. Smith s'était prononcé contre la législation lors des audiences, mais avait néanmoins strictement appliqué la loi malgré un compromis élaboré avec les principaux enseignants et le procureur général, Paul Dever. Malgré cela, le gouverneur démocrate James Michael Curley voulait que Smith soit démis. Le mandat de Smith a expiré le 1er décembre 1935 et il a continué à servir de commissaire par intérim en attendant qu'il soit prononcé sur son sort. Les médias et les responsables de l'éducation ont fait pression sur Curley pour qu'il nomme à nouveau Smith. Curley a donc rencontré les démocrates au Governor's Council à huis clos peu de temps avant qu'ils ne votent sur la question. Lorsque le Conseil s'est réuni, Curley a soumis le nom de Smith et il a été rapidement rejeté. Curley a ensuite nommé James G. Reardon, le superintendent des écoles de Adams (Massachusetts), et le Conseil a voté pour l'approuver. Reardon, diplômé de Boston College, s'était prononcé en faveur de la loi sur le serment.
En 1936, plusieurs enseignants très respectés, dont Morison et Mather, se sont réunis pour former la Massachusetts Society for Freedom in Teaching (Société du Massachusetts pour la liberté d'enseignement) (MSFT) pour coordonner les efforts visant à abroger la législation sur le serment. Cette organisation a travaillé en étroite collaboration avec des chefs de file de l'éducation comme Conant et le président Daniel Marsh de Boston University pour faire pression pour l'abrogation. À la suite des élections de novembre, soixante représentants qui ont soutenu le serment n'ont pas été renvoyés à la Chambre, et les opposants au serment espéraient que ce changement pourrait conduire à l'abrogation.
La Chambre républicaine et le Sénat ont adopté une loi d'abrogation en mars 1937, mais le vote dans les deux chambres s'est avéré très serré : 21 contre 19 au Sénat et 120 contre 112 à la Chambre. Le gouverneur démocrate Charles F. Hurley a opposé son veto à la législation, affirmant qu'elle était un élément important de la lutte contre les radicaux et les communistes. Les opposants au serment à la Chambre n'ont pas été en mesure de réunir la majorité des deux tiers requise pour passer outre au veto de Hurley, qui a été soutenu par un vote de 101 voix contre 100.
Bien que le gouverneur républicain nouvellement élu Leverett Saltonstall ait indiqué qu'il signerait un projet de loi d'abrogation au début de 1939, il n'a pas été adopté par la législature de l'État.
La législation sur le serment des enseignants est restée en vigueur jusqu'à ce qu'elle soit invalidée par la Cour suprême judiciaire du Massachusetts (en) en 1967 dans sa décision sur Pedlosky v. Massachusetts Institute of Technology. La Cour générale du Massachusetts a adopté une loi pour abroger tous les serments de fidélité en 1986, qui a été signée par le gouverneur Michael Dukakis.